# Іванькова Наталія Володимирівна
Ната́лія Володи́мирівна Іванькова (Кулі́ненко) — українська спортсменка-пауерліфтер та культурист, проживає у місті Полтава. Майстер спорту з пауерліфтингу, кандидат у майстри спорту з бодібілдингу. Дружина заслуженого тренера України Максима Іванькова.
1995 року побралися, наступного року народилася донька Ірина.

## Спортивні досягнення
- триразова чемпіонка України з жиму лежачи.
- вересень 2010 — здобула бронзову нагороду на чемпіонаті світу в Києві, номінація «атлетик фітнес», жінки до 163 см.
- червень 2013 — здобула бронзову нагороду на чемпіонаті світу з класичного пауерліфтингу в Суздалі (Росія).